# Massif d'Aramotz
Le massif d'Aramotz, ou de Legarmendi, est un ensemble montagneux biscaïen qui sépare les régions d'Arratia et du Durangaldea au Pays basque dans le Nord de l'Espagne. Il appartient au système des Montagnes basques.
Il fait partie du parc naturel d'Urkiola et est traversé par la ligne de partage des eaux entre les bassins méditerranéen et cantabrique. Il est formé par un paysage abrupt, rugueux, dominé par la roche calcaire et typique d'un système karstique.
L'altitude moyenne du massif est de 800 mètres mais il possède des sommets significatifs parmi lesquels le Mugarra (969 m) et l'Arrietabaso (1 011 m), appartenant au massif voisin d'Eskuagatx, qui ferment la chaîne par son extrémité orientale tandis qu'à l'ouest se trouve le Belatxikieta (611 m).
La végétation est composée de prés d'altitude, de Chêne vert et d'Aubépines monogyne qui se développent sur le calcaire, tandis que dans les parties plus basses se trouvent des forêts de hêtres et chênes qui se partagent le terrain avec le Pin de Monterey.
La faune est propre à celle du parc naturel d'Urkiola mais il est à souligner la présence d'oiseaux comme les vautours qui ont une préférence pour la nidification pour le pic du Mugarra où on en recense plus de 60 couples.

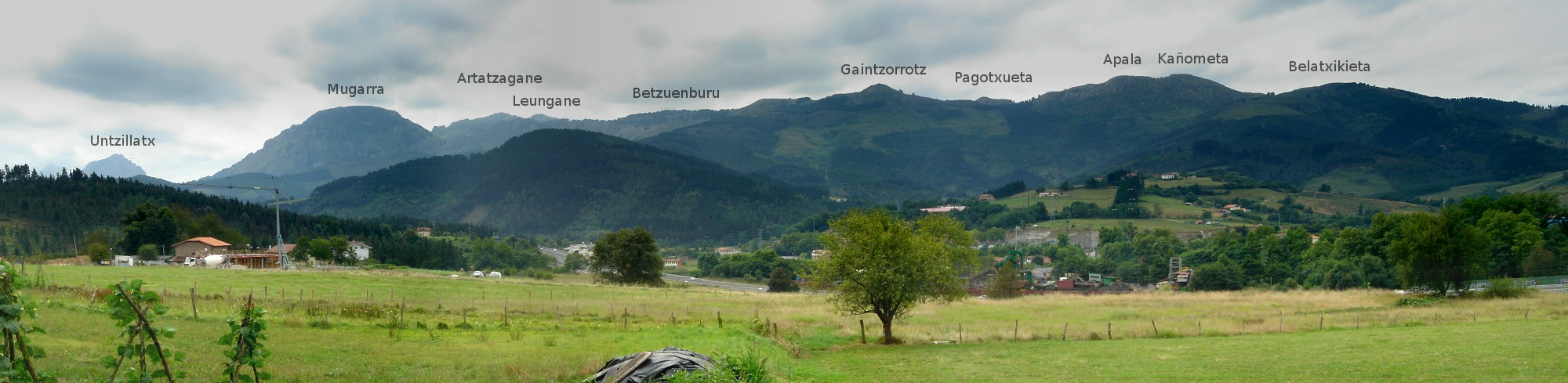
Profil du massif d'Aramotz vu depuis le quartier d'Amorebieta d'Euba.

## Sommets principaux
Les sommets les plus élevés sont les suivants :

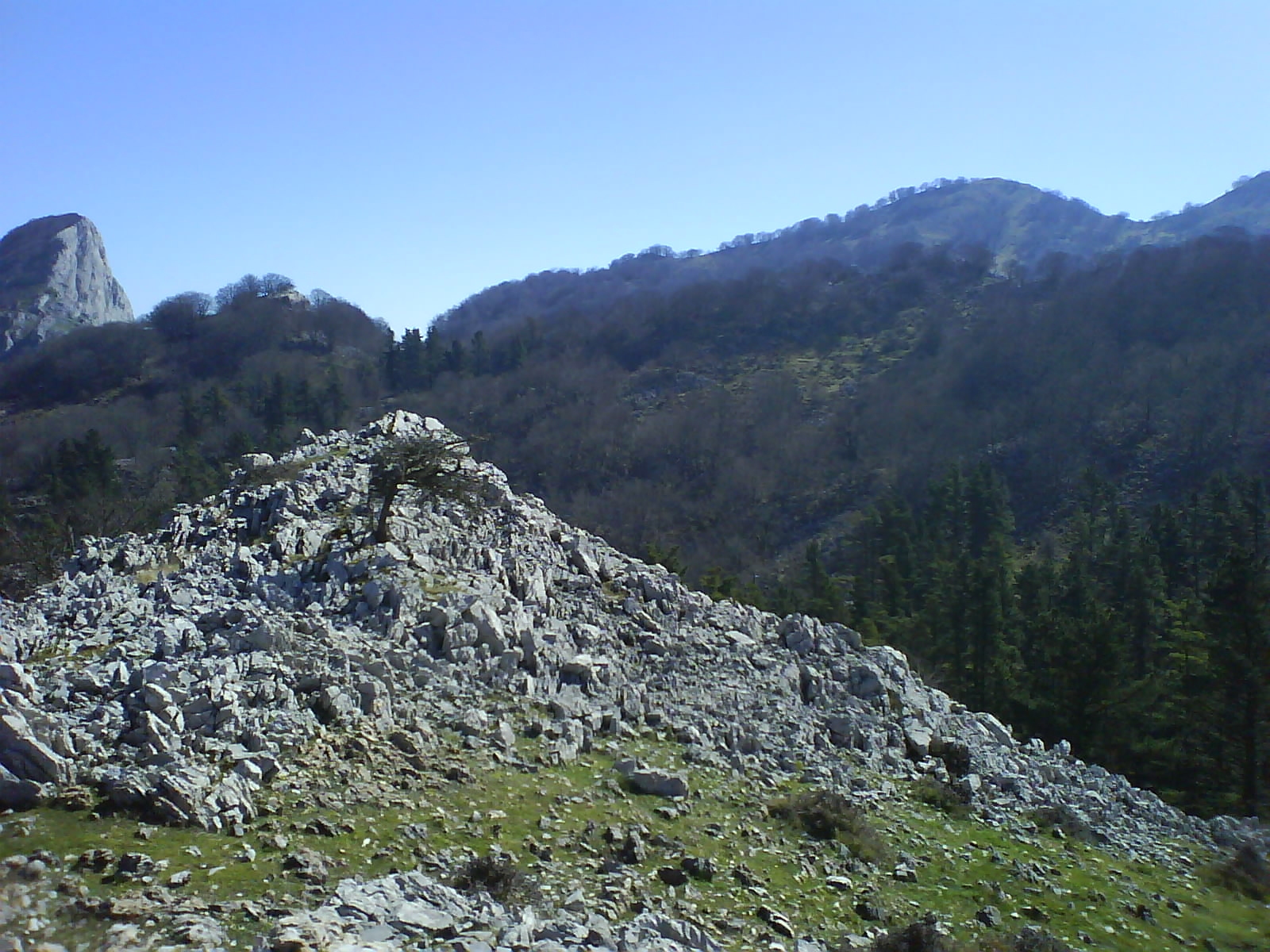
Paysage de l'Aramotz, au fond à gauche on observe le Mugarra.

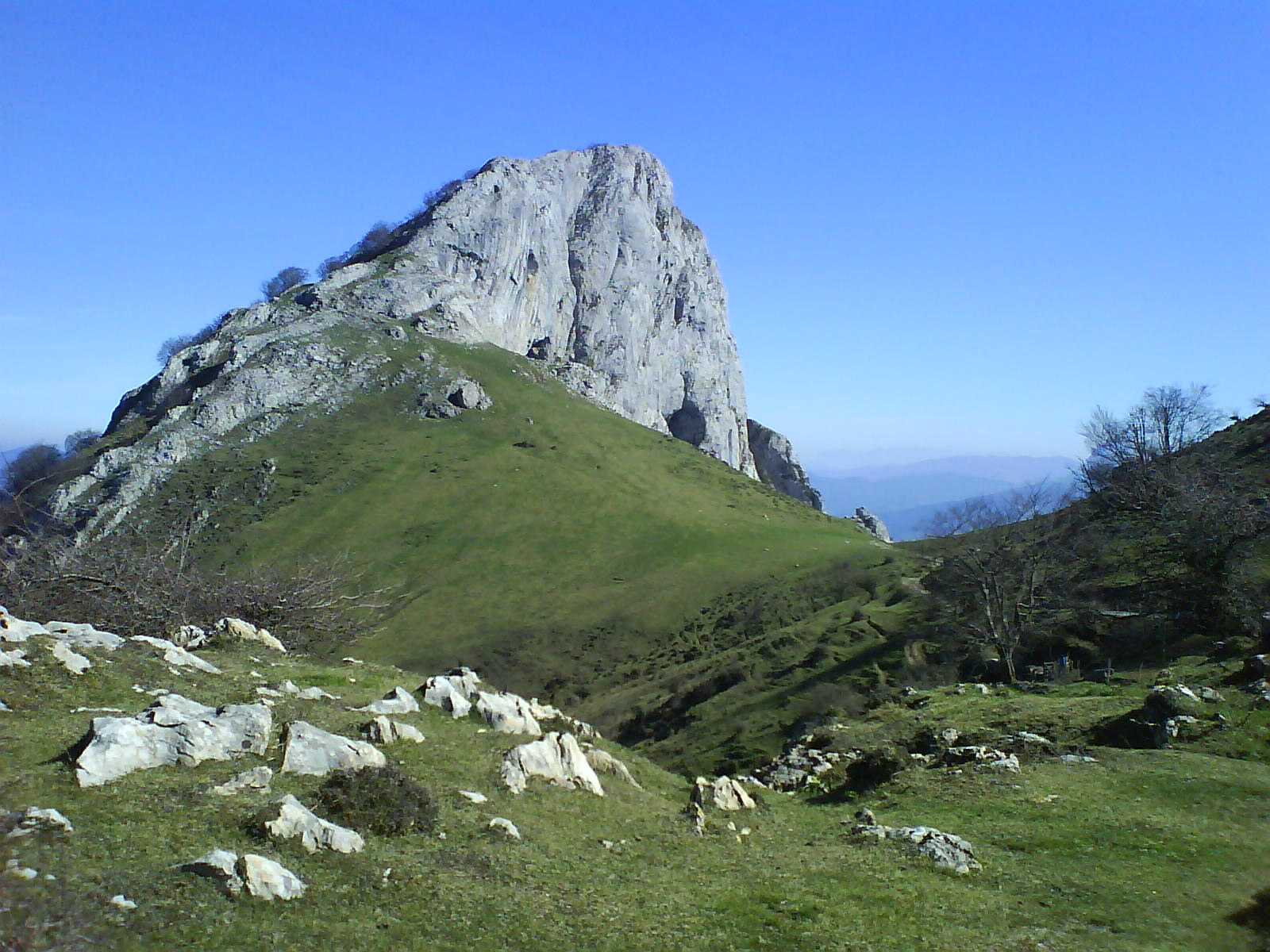
Paysage de l'Aramotz, mont Mugarra.

- Leungane, 1 008 m 43° 08′ 43″ nord, 2° 41′ 45″ ouest
- Artzetagan, 996 m 43° 08′ 48″ nord, 2° 41′ 33″ ouest
- Mugarra, 969 m 43° 09′ 05″ nord, 2° 40′ 51″ ouest
- Artaungan, 905 m 43° 09′ 01″ nord, 2° 42′ 21″ ouest
- Gorostigana, 901 m 43° 08′ 59″ nord, 2° 42′ 13″ ouest
- Arranatx, 898 m 43° 08′ 47″ nord, 2° 41′ 10″ ouest
- Amudiagana, 886 m 43° 08′ 52″ nord, 2° 41′ 58″ ouest
- Atzoker, 858 m 43° 09′ 09″ nord, 2° 41′ 49″ ouest
- Obako Atxa, 852 m 43° 08′ 37″ nord, 2° 42′ 22″ ouest
- Erdiko Mendia, 842 m 43° 09′ 18″ nord, 2° 42′ 11″ ouest
- Pagasarri, 838 m 43° 09′ 15″ nord, 2° 41′ 37″ ouest
- Aixebelarri, 824 m 43° 09′ 21″ nord, 2° 42′ 18″ ouest
- Pagofin, 814 m 43° 09′ 24″ nord, 2° 42′ 27″ ouest
- Askorri, 812 m 43° 09′ 32″ nord, 2° 42′ 13″ ouest
- Betzuenburu, 796 m 43° 09′ 49″ nord, 2° 42′ 35″ ouest
- Urtemondo, 790 m 43° 10′ 14″ nord, 2° 43′ 39″ ouest
- Asuntza, 785 m 43° 08′ 55″ nord, 2° 42′ 36″ ouest
- Gantzorrotz, 779 m 43° 10′ 11″ nord, 2° 42′ 48″ ouest
- Bernagoitiaburu, 774 m 43° 09′ 55″ nord, 2° 42′ 30″ ouest
- Askurrumendi, 771 m 43° 09′ 59″ nord, 2° 43′ 07″ ouest
- Kañometa, 759 m 43° 10′ 35″ nord, 2° 43′ 39″ ouest
- Akatzazargana, 758 m 43° 09′ 48″ nord, 2° 43′ 07″ ouest
- Apala, 757 m 43° 10′ 29″ nord, 2° 43′ 38″ ouest
- Pagazelai, 745 m 43° 10′ 16″ nord, 2° 44′ 22″ ouest
- Atxandi, 741 m 43° 10′ 32″ nord, 2° 43′ 27″ ouest
- Pagotxueta, 724 m 43° 10′ 14″ nord, 2° 43′ 11″ ouest
- Ginorrosta, 709 m 43° 10′ 08″ nord, 2° 43′ 43″ ouest
- Torrondieta, 705 m 43° 09′ 13″ nord, 2° 42′ 52″ ouest
- Gorritxueta, 702 m 43° 10′ 26″ nord, 2° 44′ 33″ ouest
- Argintzetagana, 682 m 43° 10′ 16″ nord, 2° 44′ 02″ ouest
- Atxurkulu, 682 m 43° 08′ 54″ nord, 2° 40′ 14″ ouest
- Aliximetako Atxa, 674 m 43° 09′ 58″ nord, 2° 44′ 09″ ouest
- Belatxikieta, 661 m 43° 10′ 48″ nord, 2° 43′ 58″ ouest
- Krutzuaga, 656 m 43° 10′ 36″ nord, 2° 44′ 24″ ouest
- Artieta, 650 m 43° 10′ 40″ nord, 2° 44′ 12″ ouest
- Penausieta, 649 m 43° 10′ 04″ nord, 2° 44′ 23″ ouest
- Burbilla, 647 m 43° 10′ 43″ nord, 2° 44′ 44″ ouest
- Aramotz Hego, 635 m 43° 10′ 52″ nord, 2° 44′ 45″ ouest
- Atxarreta, 624 m 43° 10′ 16″ nord, 2° 42′ 32″ ouest
- Eskortazarreta, 623 m 43° 10′ 13″ nord, 2° 42′ 20″ ouest
- Arritxikieta, 599 m 43° 10′ 10″ nord, 2° 44′ 43″ ouest
- Basabil, 597 m 43° 09′ 30″ nord, 2° 43′ 06″ ouest
- Murugan, 579 m 43° 09′ 29″ nord, 2° 41′ 07″ ouest
- Askari, 571 m 43° 10′ 02″ nord, 2° 44′ 48″ ouest
- Bidebarriko Atxa, 550 m 43° 11′ 00″ nord, 2° 44′ 55″ ouest
- Kortamendi, 542 m 43° 09′ 40″ nord, 2° 44′ 09″ ouest
- Berdeguntza, 527 m 43° 09′ 38″ nord, 2° 44′ 28″ ouest
- Otzaingo Atxa, 527 m 43° 09′ 44″ nord, 2° 44′ 23″ ouest
- Gostoñotxueta, 524 m 43° 09′ 47″ nord, 2° 44′ 45″ ouest
- Aramotz, 511 m 43° 11′ 22″ nord, 2° 44′ 50″ ouest
- Aldebaraieta, 487 m 43° 08′ 33″ nord, 2° 40′ 35″ ouest
- Aspirako tontorra, 443 m 43° 08′ 31″ nord, 2° 40′ 22″ ouest
- Mendigana, 382 m 43° 09′ 06″ nord, 2° 39′ 13″ ouest
- Kurutze, 357 m 43° 10′ 52″ nord, 2° 41′ 40″ ouest
- Arlanpe, 348 m 43° 11′ 17″ nord, 2° 45′ 30″ ouest
- Angurretako atxa, 320 m 43° 08′ 24″ nord, 2° 40′ 08″ ouest
- Bidezelaia, 318 m 43° 09′ 38″ nord, 2° 39′ 33″ ouest